# Lasioglossum naitoi
Lasioglossum naitoi är en biart som beskrevs av Ebmer och Maeta 1994. Lasioglossum naitoi ingår i släktet smalbin, och familjen vägbin. Inga underarter finns listade i Catalogue of Life.